# Zuidelijke gele vleermuis
De zuidelijke gele vleermuis (Lasiurus ega) is een vleermuissoort uit Noord-, Centraal- en Zuid-Amerika. Het verspreidingsgebied loopt van Mexico tot Argentinië. Hij eet vooral insecten. Als slaapplaats wordt vaak een boomhol gebruikt. De vrouwtjes krijgen meestal 2 of 3 jongen, soms ook maar één jong. De draagtijd is 80 tot 90 dagen.